# 16110 Paganetti
16110 Paganetti este un asteroid din centura principală de asteroizi.

## Descriere
16110 Paganetti este un asteroid din centura principală de asteroizi. A fost descoperit pe 28 noiembrie 1999 la Gnosca de Stefano Sposetti. Asteroidul prezintă o orbită caracterizată de o semiaxă mare de 2,31 ua, o excentricitate de 0,16 și o înclinație de 4,7° în raport cu ecliptica.